# Закон о доходах (США, 1935)
Закон о доходах 1935 года (также Закон о налоге на богатство; англ. Revenue Act of 1935 или англ. Wealth Tax) — американский законодательный акт, принятый Конгрессом США в период Нового курса — в августе 1935 года; закон повысил федеральный подоходный налог с высоких уровней дохода американцев, введя «налог на богатство». Прогрессивная шкала налогообложения позволила взимать до 75 % с самых высоких доходов — более 1 миллиона долларов в год. Акт был подписан президентом Франклином Рузвельтом в ходе избирательной кампании 1936 года, несмотря на активную оппозицию со стороны бизнесменов, называвших закон «Выкачай деньги из богатых» (англ. Soak the Rich). Чтобы решить проблему уклонения от уплаты, закон был изменён и дополнен в 1937 году.